# Savita Shri B
Savitha Shri Baskar (nascida 25 de janeiro de 2007) é uma Grande Mestre Feminina (WGM) indiana do xadrez do estado de Tamil Nadu, na Índia. 
Nas classificações da FIDE de abril de 2021, ela foi a garota com melhor classificação nascida em 2007 ou mais tarde.
Em dezembro de 2022, ela ganhou a medalha de bronze no evento feminino do Campeonato Mundial de Xadrez Rápido da FIDE 2022. 
Em 28 de julho de 2024 conquistou sua última norma de Mestre Internacional no Aberto Internacional de Andorra.